# ناتاليا ديانسكايا
ناتاليا يفغينييفنا ديانسكايا (من مواليد 7 مارس 1989) هي لاعبة كرة طائرة روسية، حاصلة على لقب ماستر في الرياضة، مثلت ديانسكايا منتخب روسيا لكرة الطائرة للسيدات لعبت أول مباراة رسمية لها مع المنتخب في الجائزة الكبرى العالمية للكرة الطائرة 2013. في سبتمبر فازت مع المنتخب الروسي في بطولة أوروبا للكرة الطائرة للسيدات 2013.

## نشأتها
ولدت ناتاليا ديانسكايا في مدينة نافوي الأوزبكية، عندما كانت طفلة انتقلت مع عائلتها إلى تشيريبوفيتس. بدأت لعب الكرة الطائرة في مدرسة تشيريبوفيتس للرياضة والشباب تحت قيادة المدربة تاتيانا بوريسوفنا مياسنيكوفا، ومنذ عام 2004 وهي تلعب مع فريق سيفرستال المحلي.

## مسيرتها الرياضية
في عام 2005 كعضو في فريق الناشئين الروسي، فازت بالميدالية الفضية وجائزة أفضل مانع في بطولة أوروبا في تالين، كما فازت بالميدالية الفضية في بطولة العالم في ماكاو. في عام 2006، أثناء لعبها لفريق الشباب، أصبحت اللاعبة الأكثر إنتاجية في بطولة أوروبا في فرنسا.
خلال موسم 2008/09، انتقلت ناتاليا من فريق سيفرستال إلى فريق دينامو كراسنودار وساعدت فريقها الجديد للصعود إلى الدوري الممتاز. في نهاية الموسم، انتقلت إلى فاكل ولعبت مع فريق نوفي يورنغوي على مدار العامين التاليين.
في عام 2011 عادت إلى فريق سيفرستال، الذي كان على وشك الظهور لأول مرة في الدوري الممتاز. كما أمضت موسمين مع هذا الفريق، في بطولة روسيا 2012/13، بعد المرحلة التمهيدية، احتلت المركز الرابع بين جميع اللاعبين في البطولة من حيث عدد النقاط المكتسبة. بعد انتهاء البطولة، غادر سيفرستال قسم النخبة، ووقعت عقدًا مع دينامو كراسنودار.
في هذه الأثناء استدعى يوري ماريشيف ناتاليا إلى المنتخب الروسي. في صيف عام 2013، أصبحت الحائزة على الميدالية الفضية في بطولة مونترو ماسترز للكرة الطائرة، في 11 أغسطس في يكاترينبورغ، في موسم 2014/2015، فازت مع فريق دينامو كراسنودار، بكأس روسيا مع جائزة أفضل مانع في النهائي السادس، وكأس الاتحاد الأوروبي للكرة الطائرة والميدالية الفضية في بطولة العالم للأندية.